# Discus (mollusque)
Pour les articles homonymes, voir Discus.
Genre
Discus est un genre de mollusques gastéropodes de la famille des Discidae.

## Liste d'espèces
Selon ITIS (4 mars 2011) :
- Discus brunsoni S. S. Berry, 1955
- Discus bryanti (Harper, 1881)
- Discus catskillensis (Pilsbry, 1896)
- Discus clappi (Pilsbry, 1924)
- Discus macclintocki (F. C. Baker, 1928)
- Discus marmorensis H. B. Baker, 1932
- Discus nigrimontanus (Pilsbry, 1924)
- Discus patulus (Deshayes, 1830)
- Discus rotundatus (Muller, 1774)
- Discus selenitoides (Pilsbry, 1890)
- Discus shimekii (Pilsbry, 1890)
- Discus whitneyi (Newcomb, 1864)

Selon NCBI (30 juillet 2024) :
- Discus catskillensis
- Discus cronkhitei
- Discus macclintocki
- Discus marmorensis
- Discus nigrimontanus
- Discus patulus
- Discus pauper
- Discus perspectivus
- Discus rotundatus
- Discus ruderatus
- Discus shimeki
- Discus whitneyi